# براندان وليامز
براندان وليامز (بالإنجليزية: Brendan Williams)‏ هو سياسي أمريكي، ولد في 16 مايو 1968. انتخب عضو مجلس نواب واشنطن.